# Stapfiella claoxyloides
Stapfiella claoxyloides är en passionsblomsväxtart som beskrevs av Ernest Friedrich Gilg. Stapfiella claoxyloides ingår i släktet Stapfiella och familjen passionsblomsväxter. Inga underarter finns listade i Catalogue of Life.